# Koen de Kort
Koen de Kort (* 8. September 1982 in Gouda) ist ein ehemaliger niederländischer Radrennfahrer.

## Karriere
Koen de Kort begann seine internationale Karriere 2002 bei Rabobank TT3, dem Nachwuchsmannschaft des „großen“ -Rabobank-Teams. Im Spätsommer 2003 fuhr er bei Rabobank als Stagiaire, blieb aber für ein weiteres Jahr im Farmteam. 2004 siegte er bei der U23-Austragung von Paris–Roubaix und gewann das Paarzeitfahren Grand Prix Eddy Merckx zusammen mit Thomas Dekker. Bei der Tour de l’Avenir 2005 konnte er eine Etappe gewinnen.
Im Jahr 2005 erhielt de Kort seinen ersten regulären Vertrag bei einem ProTeam, dem spanischen Liberty Seguros-Würth Team. 2008 wechselte er zum niederländischen Professional Continental Team Skil-Shimano und wurde Dritter der niederländischen Zeitfahrmeisterschaft.
Ab 2014 fuhr de Kort in denselben Teams wie John Degenkolb und wurde zu dessen „rechter Hand“, fuhr also die Sprints von Degenkolb an. Zur Saison 2017 wechselten die beiden Fahrer gemeinsam zum Team Trek-Segafredo.
Im Juni 2021 erlitt Koen de Kort in den Pyrenäen bei einem Unfall mit einem Off-Road-Fahrzeug einen schweren Unfall. Er musste mit einem Hubschrauber in ein Krankenhaus in Sabadell transportiert werden, wo ihm drei Finger amputiert wurden. Daraufhin gab sein Team das Ende seiner Karriere als Fahrer bekannt. Stattdessen wird er in der Mannschaft als Manager beginnen.

## Privates
De Kort verbrachte zahlreiche Trainingsaufenthalte in Australien und lernte dort seine australische Gattin kennen, mit der er in Andorra lebt. Nach eigenen Angaben spricht er häufiger Englisch, Katalanisch und Spanisch als Niederländisch.

## Palmarès
2004
- Paris-Roubaix (U23)
- Grand Prix Eddy Merckx (mit Thomas Dekker)

2005
- eine Etappe Tour de l’Avenir

## Grand-Tour-Platzierungen
| Grand Tour            | 2006 | 2007 | 2008 | 2009 | 2010 | 2011 | 2012 | 2013 | 2014 | 2015 | 2016 | 2017 | 2018 | 2019 | 2020 | 2021 |
| --------------------- | ---- | ---- | ---- | ---- | ---- | ---- | ---- | ---- | ---- | ---- | ---- | ---- | ---- | ---- | ---- | ---- |
| Giro d’ItaliaGiro     | 124  | –    | –    | –    | –    | –    | –    | 78   | –    | –    | –    | –    | –    | –    | –    | 134  |
| Tour de FranceTour    | –    | –    | –    | 111  | –    | –    | 103  | 138  | 92   | 73   | –    | 70   | 78   | 125  | –    | –    |
| Vuelta a EspañaVuelta | –    | –    | –    | –    | –    | 68   | 85   | –    | DNF  | 64   | 96   | –    | –    | –    | 82   | –    |